# Orquestra Nacional de França
L'Orquestra Nacional de França (en francès Orchestre national de France) és una orquestra simfònica que depèn de Radio France. Ha estat coneguda també com a Orchestre National de la Radiodiffusion Française (Orquestra de la Ràdio Nacional Francesa) i Orchestre National de l'ORTF, on "ORTF" és un acrònim de l'Office de Radiodiffusion Télévision Française.

## Origen
El 18 de gener de 1934, sota l'impuls del ministre de correus, Jean Mistler, la Ràdio Francesa va crear la seua orquestra simfònica permanent, amb el nom d'Orchestre national de la Radiodiffusion française. Posteriorment, l'orquestra va ser rebatejada amb el nom d'Orchestre national de l'ORTF amb la creació d'aquesta entitat l'any 1964, i després, després de la seua desaparció l'any 1974, com Orquestra Nacional de França.
L'Orchestre national de France és, amb l'Orchestre philharmonique de Radio France, el Chœur de Radio France i la Maîtrise de Radio France, una de les quatre formacions musicals permanents de Radio France.

## Directors
- Daniele Gatti (2008-)
- Kurt Masur (2002-2008)
- Charles Dutoit (1991-2001)
- Lorin Maazel (1987-1991)
- Sergiu Celibidache (1973-1975)
- Jean Martinon (1968-1973)
- Charles Münch (1962-1968)
- Maurice Le Roux (1960-1967)
- André Cluytens (1951-1960)
- Roger Désormière (1947-1951)
- Manuel Rosenthal (1944-1947)
- Désiré-Emile Inghelbrecht (1934–)

Désiré-Émile Inghelbrecht, primer director titular, va fundar la tradició musical de l'orquestra, un repertori on predominen les obres de Debussy i Ravel, però on també tenen cabuda partitures com ara el Borís Godunov de Mússorgski, de la qual la ràdio francesa va ser una de les primeres a recuperar l'any 1935. Després de la guerra, Manuel Rosenthal, Roger Désormière, André Cluytens, Charles Münch, Maurice Le Roux i Jean Martinon van seguir la tradició. A Sergiu Celibidache, primer director invitat des de 1973 a 1975, va seguir-li Lorin Maazel, que esdevindria director musical de l'orquestra. De 1989 a 1998, Jeffrey Tate va ocupar el càrrec de primer director invitat i de 1991 a 2001, Charles Dutoit, aquest com a director musical. El director d'orquestra alemany Kurt Masur va assumir la direcció musical de l'orquestra des de l'any 2002 fins al 2008, data en la qual va passar a ser director honorari. El 2012, durant la interpretació de la 6a simfonia de Txaikovski al Théâtre des Champs-Elysées, Kurt Masur va ensopegar dalt del podi i va caure a la platea, resultant-ne amb importants lesions.
Des de la temporada 2008-2009 el director titular és l'italià Daniele Gatti.

## El repertori estrenat
Hereva de la tradició interpretativa de la música francesa, l'Orquestra Nacional de França ha intentat crear un repertori propi a través d'estrenes d'obres dels més grans compositors contemporanis: le Soleil des eaux de Pierre Boulez, la Simfonia Turangalîla d'Olivier Messiaen (1950, en estrena francesa), la primera simfonia de Dutilleux (1951), així com el concert per a violí l'Arbre des songes amb Isaac Stern (1985), Déserts d'Edgar Varèse (1954), o Jonchaies de Iannis Xenakis (1977).

## Enregistraments
L'Orquestra ha enregistrat nombrosos discos. Entre el seu ampli catàleg fonogràfic cal destacar: Guerra i pau de Prokófiev amb Mstislav Rostropóvitx, Lulu d'Alban Berg amb Jeffrey Tate, la integral de l'obra per a orquestra de Varèse amb Kent Nagano. L'enregistrament de Pelléas et Mélisande de Debussy (Bernard Haitink) va ser guardonat com a millor « enregistrament clàssic de l'any » als Victoires de la musique classique 2002. Posteriorment han aparegut Ivan IV de Bizet per Michaël Schônwandt (distingit per l'Académie du disque lyrique) i Edgar de Puccini diridiga per Yoel Levi, la sisena simfonia de Mahler (Bernard Haitink), un « homenatge a Evgueni Svetlanov » i un enregistrament consagrat a Qigang Txen. També ha sortit un disc d'arxiu de la desena simfonia de Dmitri Xostakóvitx dirigit per Kurt Sanderling.